# Steve Bould
Stephen Andrew Bould (Stoke-on-Trent, 16 novembre 1962) è un allenatore di calcio ed ex calciatore inglese, di ruolo difensore, tecnico del Lommel.

## Palmarès

### Giocatore

#### Club

##### Competizioni nazionali
- Campionato inglese: 3

Arsenal: 1988-1989, 1990-1991, 1997-1998
- Charity Shield: 2

Arsenal: 1991, 1998
- Coppa di Lega inglese: 1

Arsenal: 1992-1993
- Coppa d'Inghilterra: 2

Arsenal: 1992-1993, 1997-1998

##### Competizioni internazionali
- Coppa delle Coppe: 1

Arsenal: 1993-1994